# Tavernes de la Valldigna
Tavernes de la Valldigna è un comune spagnolo di 17 734 abitanti situato nella comunità autonoma Valenciana. Localizzata a 56 km da Valencia, a 142 km da Castelló de la Plana, a 127 km d'Alicante, a 16 km da Gandia e a 20 km d'Alzira.
Il comune confina a nord con Cullera e Favara, a est con il mare, al sud con Xeraco e a ovest con Benifairó de la Valldigna. Tutte queste sono città appartenenti alla comunità valenciana.
Il sindaco per il periodo 2015-2019 è Jordi Juan Huguet.

## Monumenti e luoghi d'interesse

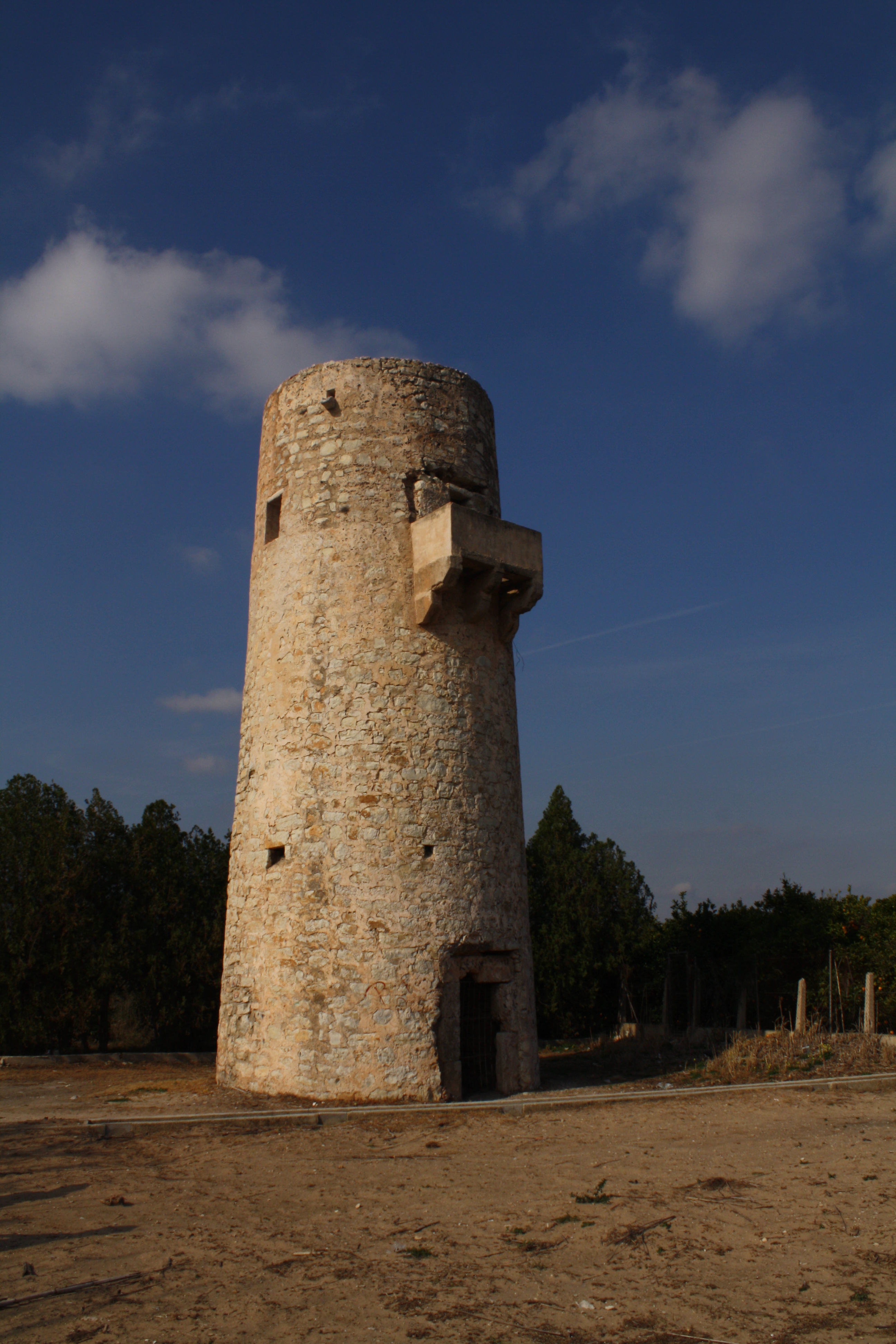
Torre de la Vall

- Chiesa di San Pietro nel centro della città
- Torre de la Vall, torre di avvistamento costiera del XVII secolo